# Swammerdamella brevicornis
Swammerdamella brevicornis is een muggensoort uit de familie van de Scatopsidae. De wetenschappelijke naam van de soort is voor het eerst geldig gepubliceerd in 1830 door Meigen. Het is de typesoort van het geslacht Swammerdamella.